# Хирургија
Хирургија (грч. cheirourgia - рука и рад) је грана клиничке медицине која се бави проучавањем и лечењем болести које се морају лечити радом руку хирурга и применом механичких средстава (инструмената).

## Подела
Оперативна хирургија се може поделити према приступу лечења у четири групе:
- репарација рана,
- екстирпација оболелих делова или целих ткива и органа,
- реконструктивна хирургија, и
- физиолошка хирургија.

Да би могао остварити успешан рад, поред мануелне спретности за хирурга је неопходно да има широко медицинско образовање, као и познавање технике и технологије. Због напретка хирургије и све већег обима знања и развоја бројних оперативних техника, а у циљу пружања боље медицинске услуге пацијентима, хирурзи се све више специјализују, тако да долази до развоја нових хируршких дисциплина или њихових поддисциплина. Из хирургије су се данас издвојиле бројне гране:
- општа хирургија
- трауматологија
- абдоминална хирургија
- васкуларна хирургија
- торакална хирургија
- кардијална хирургија
- ендокринолошка хирургија
- дечја хирургија
- неурохирургија
- максилофацијална
- орална хирургија
- очна хирургија
- максилофацијална хирургија,
- ортопедија,
- пластична и реконструктивна хирургија,
- грудна хирургија,
- урологија, као и друге бројне поддисциплине.

## Кратак осврт на развој хирургије
Историја хирургије је стара колико и историја човечанства и медицине. Конвенционално се дели на преисторијску, хирургију старог века, средњег века до ренесансе, од ренесансе до модерних времена и савремену хирургију.

### Праисторија и стари век
Примитивна оперативна хирургија је рађена инстиктивно и искуствено- лабави зуб је вађен, апсцес отваран, крварење заустављано од стране људи који су били у окружењу.
У Вавилону су оболеле стављали на трг где су му сви могли прићи и испитати како би се нашао онај који може највише помоћи. 1750. године п. н. е. је на стубу исписан Хамурабијев законик у коме су предвиђене награде и казне за хирурге.
Натписи на египатским гробницама 2000-3000. п. н. е. описују лечење прелома са удлагама, вршење циркумцизије (обрезивање), трепанације лобање (хируршко отварање лобање), као и ампутација екстремитета.
У Индији се такође истовремено развила хирургија а неке записане оперативне технике у Сусрути се примењују и данас (реконструкција носа, ринопластике, везиколитотомије, инцизије апсцеса и опис хируршких инструмената).
Јевреји су се истицали у хигијени и превентивној медицини, Кинези у акупунктури.
У Грчкој је најпознатија од школа била Хипократова (460-370. п. н. е.) школа (460-130. п. н. е.), који је предавао и писао о хирургији (Corus Hipocraticum). Описао је имобилизација и екстензију, репозицију луксација и лечење рана као и изреку „Vis mediacatrih naturae“- моћ природе је велика.
Грчку медицину је наследила и унапредила Александријска школа прогресом у анатомији са подвезивањем крвних судова и елективним операцијама. Од 150. година п. н. е. почела је грчко-римска медицина (Гален и Целзус). Након пада римске империје хируршки центар постала је Византија (Орибсзиј и Персан).

### Средњи век
С појавом ислама и надмоћи мухамеданског царства настаје период Арапске медицине која је преузела знања од хришћанске секте Несторијанаца (грчка медицина). Истичу се Расиса и Авицена који је написао “Цанон”. Током овог периода није било правог напретка, чак је и назадовала применом каутеризацијом ране, што се некритички преноси и у европску медицину.
Напретку медицине је допринела забрана свештеницима у 12. веку да се баве медицином. Лаици почињу да се баве хирургијом и “Фабрица” од Руђера од Салерна постаје основни уџбеник током 300 година.
Крајем средњег века хирургија почиње да се развија у северној Италији (Салерно, Падова, Болоња) и Француској (школа Монтпелиен), да би крајем 15. века папа Сикст IV службено допустио дисекцију лешева, тако да напредују знања из анатомије. Међутим велико уназађење се догодило када се од лекара, хирургија препустила писменим берберима, када је као вештина уназађена, а научни развој престао.

### Ренесанса и почетак модерног доба
Парацелсус (1493—1541) схвата лековиту моћ природе, а Версалиус у делу “Де хумани цорпорис фабрица” објављеном 1543. одбацује Галенову анатомију и даје основу за праву хирургију. Међутим и даље хирургију обављају бербери, као Амброисе Паре, који је одбацио метод спаљивања и подвезивао крвне судове.
Напредак почиње када је Лондонско удружење бербера и хирурга, на основу повеље Хенрика VIII из 1540. године почело да води контролу рада у хирургији земље.
Крајем XVI и почетком 17. века почиње се хирургија укључивати у програме медицинских школа, да би у XVIII веку у потпуности била преузета од стране медицинског сталежа, тако да се оперативна техника и мануелна вештина усавршавају. У Паризу се 1731. оснива Хируршка академија и до краја века Париз постаје центар светске хирургије. Ледран и Десаут 1741.- ексцизија и дебридмент ране, Лери -мемоари војне медицине и хирургије- ампутације екстремитета одмах по рањавању, пре развијања инфекције).

### Савремена хирургија
Научна открића која су омогућила данашњи развој хирургије су:
- Анестезија (1844. Хораце Велс и 1846. В. Т. Мортон изводе инхалациону анестезију у Општој болници у Масачусетсу.)
- Асепса и антисепса (Игнац Семелвис, Мађар, акушер у Бечу, уводи обавезно прање руку пре гинеколошког прегледа, чиме је смањио њихову смртност, а Луј Пастер 1850. поставља теорију по којој су изазивачи инфекција бактерије, а Јосеф Листер 1867. та сазнања уводи у хирургију).
- Рендген 1895 уводи нови вид дијагностике, радиографију.
- Трансфузија крви је омогућена открићем Карла Ландстаинера о аглутинацији еритроцита под утицајем серума другог човека- тако да је омогућено утврђивање крвних група. - Откриће пеницилина (Флеминг, 1928) омогућава пре- и постоперативно спречавање инфекција.

Бројни су хирурзи током овог периода својим умећем и ингениозношћу довели до развоја хирургије у данашњем обиму, као и напретком технологије. Хирургија будућности иде у смеру што мање трауме ткива и организма, као и на пољима микрохирургије, феталне, ендоскопске, трансплантационе хирургије, имплантације вештачких органа И ткива која се добијају на ткивним културама.

## Основни задаци хирургије
Основни задатак хирургије у било којим условима је да се помогне оболелом или повређеном. У зависности од услова окружења, на медицинским радницима је да се пацијенту пружи адекватна помоћ без обзира на услове који су у окружењу. Основни принцип пружања медицинске помоћи је никада не наудити пацијенту.
Помоћ указује квалификовано лице за обим помоћи који пружа (у оквиру прве помоћи то може бити и обучени лаик). Дијагностика и лечење се изводе у окружењу које омогућава њихово квалитетно извођење. То значи да у мирнодопским условима, прву помоћ, дијагностику, лечење и опоравак спроводе за то квалификовани медицински радници у оквирима својих надлежности у установама које су за пружање медицинских услуга опремљене. У ванредним условима (елементарне непогоде и рат), на свим медицинским радницима је да се прилагоде условима окружења и уз пожртвован рад остваре исти или сличан степен здравствене заштите. За такве услове свака здравствена установа има припремљене оквирне планове.
Уколико медицинско особље није у могућности да на датом месту и времену пружи најбоље могуће лечење пацијенту, дужно је спровести неопходне медицинске мере да оспособи пацијента за транспорт до најближе адекватне установе, где ће се лечење завршити.

## Опис хируршке процедуре

### Локација
Стационарна операција се обавља у болници, а оперисана особа након операције остаје у болници најмање једну ноћ. Амбулантна хирургија се одвија у болничкој амбуланти или самостојећем хируршком центру, а оперисана особа се отпушта истог радног дана. Ординацијска хирургија се обавља у ординацији лекара, и особа се отпушта истог радног дана.
У болници се савремена хирургија често изводи у операционој сали користећи хируршке инструменте, операциони сто и другу опрему. Међу хоспитализацијама у Сједињеним Америчким Државама због стања која нису порођајна и неонатална у 2012. години, више од једне четвртине боравка и половина болничких трошкова укључивало је боравке ради процедура обављених у операционој сали (ОР). Окружење и процедуре које се користе у хирургији су вођене принципима асептичке технике: стриктно одвајање „стерилних” (без микроорганизама) ствари од „нестерилних” или „контаминираних” ствари. Сви хируршки инструменти морају бити стерилисани, а инструмент се мора заменити или поново стерилисати ако постане контаминиран (тј. њиме се рукује на нестерилни начин или му се дозволи да додирне нестерилну површину). Особље у операционој сали мора да носи стерилну одећу (пилинг, кап, стерилни хируршки плашт, стерилне рукавице од латекса или полимера без латекса и хируршку маску), и морају да оперу шаке и руке одобреним дезинфекционим средством пре сваке процедуре.

### Преоперативна нега
Пре операције, особа се подвргава лекарском прегледу, ради одређене преоперативне тестове, а њено физичко стање се оцењује према АСА систему класификације физичког статуса. Ако су ови резултати задовољавајући, особа којој је потребна операција потписује формулар за пристанак и добија одобрење за операцију. Ако се очекује да ће процедура довести до значајног губитка крви, аутологна крв се може дати неколико недеља пре операције. Ако операција укључује дигестивни систем, особа којој је потребна операција може бити упућена да изврши припрему црева тако што ће ноћ пре захвата попити раствор полиетилен гликола. Људи који се спремају за операцију се такође упућују да се уздрже од хране или пића (NPO наредба после поноћи у ноћи пре захвата), како би минимизовао ефекат садржаја желуца на преоперативне лекове и смањио ризик од аспирације ако особа повраћа током или после процедуре.
Неки медицински системи имају праксу рутинског извођења рендгенских снимака грудног коша пре операције. Претпоставка која стоји иза ове праксе је да лекар може открити неко непознато здравствено стање које би закомпликовало операцију, и да би, када то открије рендгенским снимком грудног коша, лекар прилагодио хируршку праксу у складу с тим. Међутим, професионалне медицинске организације препоручују да не раде рутински преоперативни рендгенски снимци грудног коша за људе који имају неупадљиву медицинску историју и који су били подвргнути физичком прегледу из кога није произашла потреба за рендгенским снимком грудног коша. Рутински рендгенски преглед може да доведе до проблема као што су погрешна дијагноза, прекомерно лечење или други негативни исходи, пре него што ће бити од користи за особу. Исто тако, други тестови укључујући комплетну крвну слику, протромбинско време, парцијално тромбопластинско време, основни метаболички панел и анализу урина не би требало да се раде осим ако резултати ових тестова могу помоћи у процени хируршког ризика.

## Галерија
- Хируршки комплет Jetter & Scheerer
- Хируршки комплет Josef Leiter
- Комплет хируршких игала